# Исаково (Сметанинское сельское поселение)
Исаково — деревня в Смоленском районе Смоленской области России. Входит в состав Сметанинского сельского поселения. Население — 1 житель (2007 год). 
Расположена в западной части области в 27 км к западу от Смоленска, в 2 км севернее автодороги А141 Орёл — Витебск. В 3 км северо-западнее деревни расположена железнодорожная станция Лелеквинская на линии Смоленск — Витебск. 

## История
В годы Великой Отечественной войны деревня была оккупирована гитлеровскими войсками в июле 1941 года, освобождена в сентябре 1943 года. 